# Mont Denjō
Le mont Denjō (殿城山, Denjō-san) est une montagne culminant à 1 800 m d'altitude dans les plateaux de Chushin à Nagawa, dans la préfecture de Nagano au Japon. La montagne fait partie du parc quasi national de Yatsugatake-Chūshin Kōgen.
Plusieurs chemins mènent au sommet de la montagne. La voie la plus facile part de Himekidaira. D'autres partent du mont Kuruma ou du mont Ōsasa.

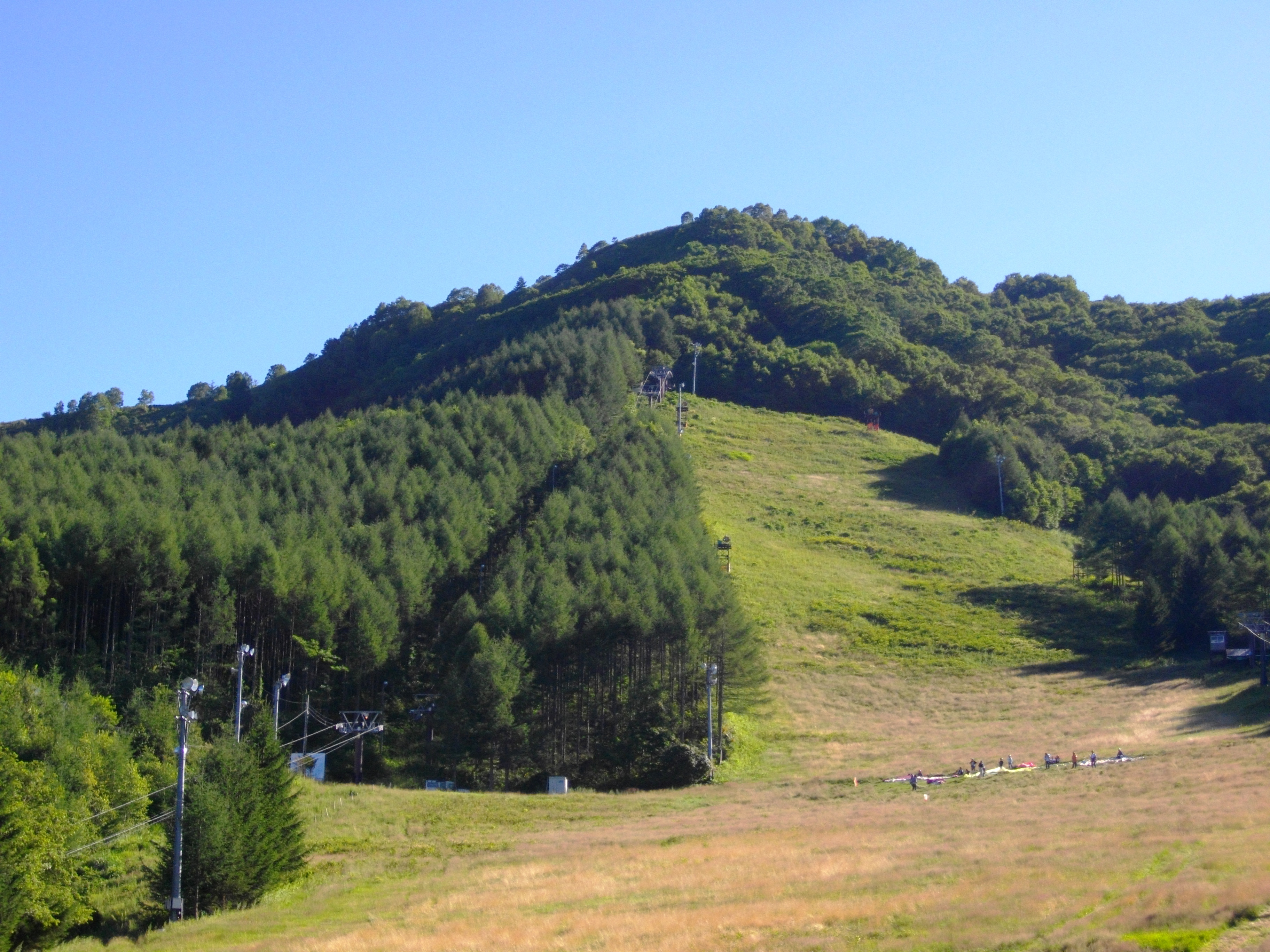
Vue du mont Denjō depuis la station de ski de la vallée d'Echo
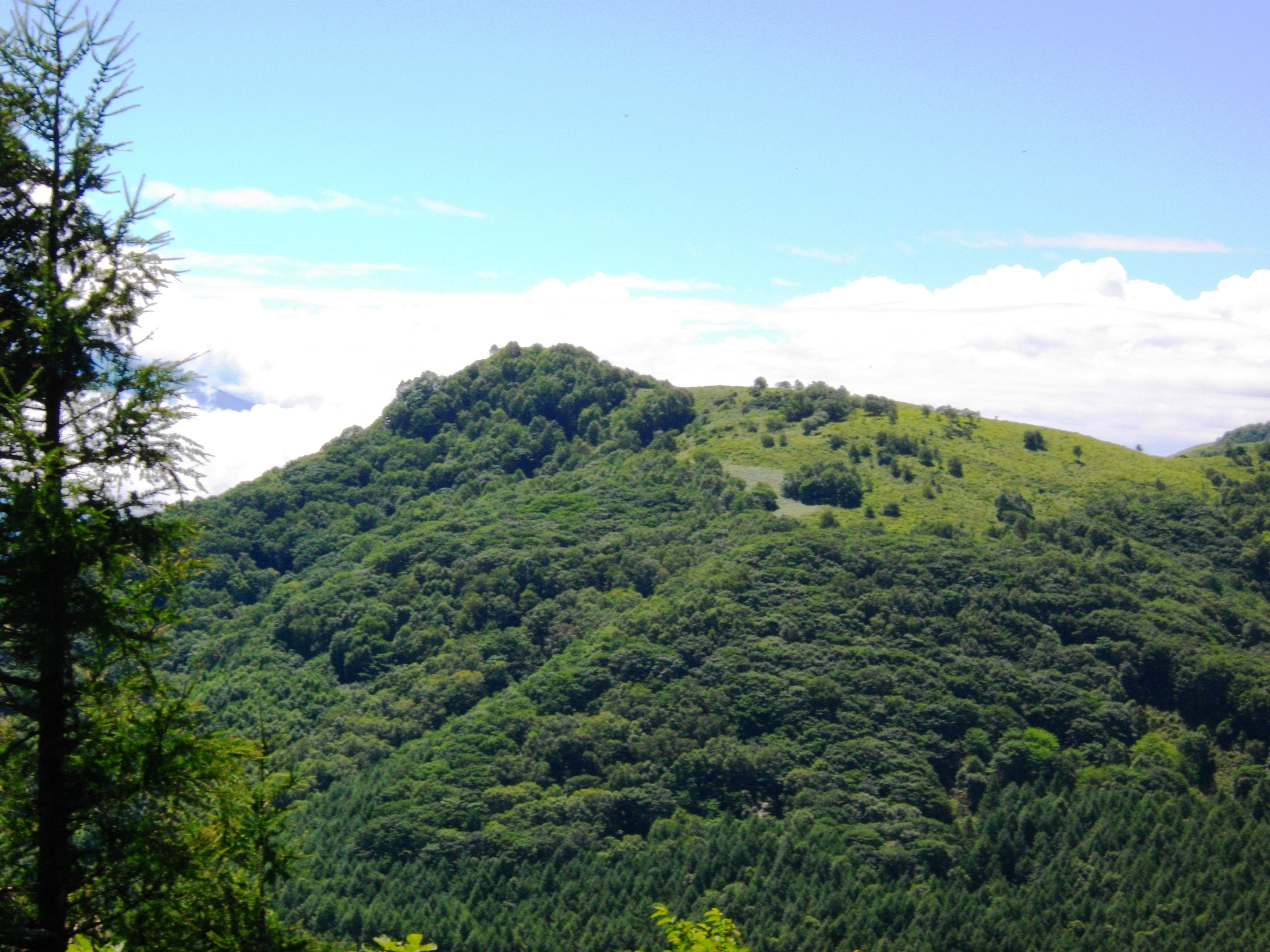
Vue du mont Denjō depuis le mont Ōsasa
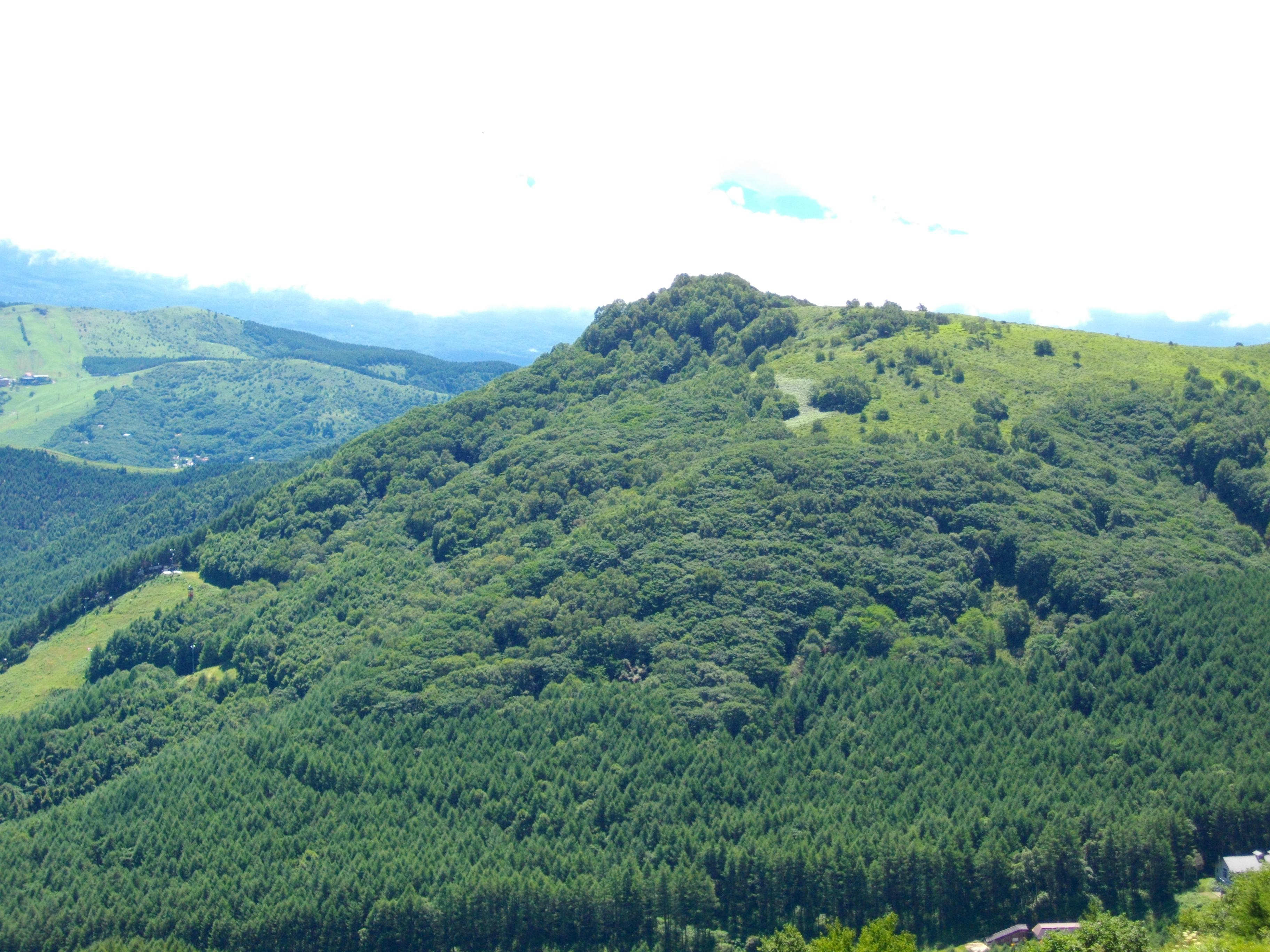
Vue du mont Denjō depuis le mont Kitanomimi
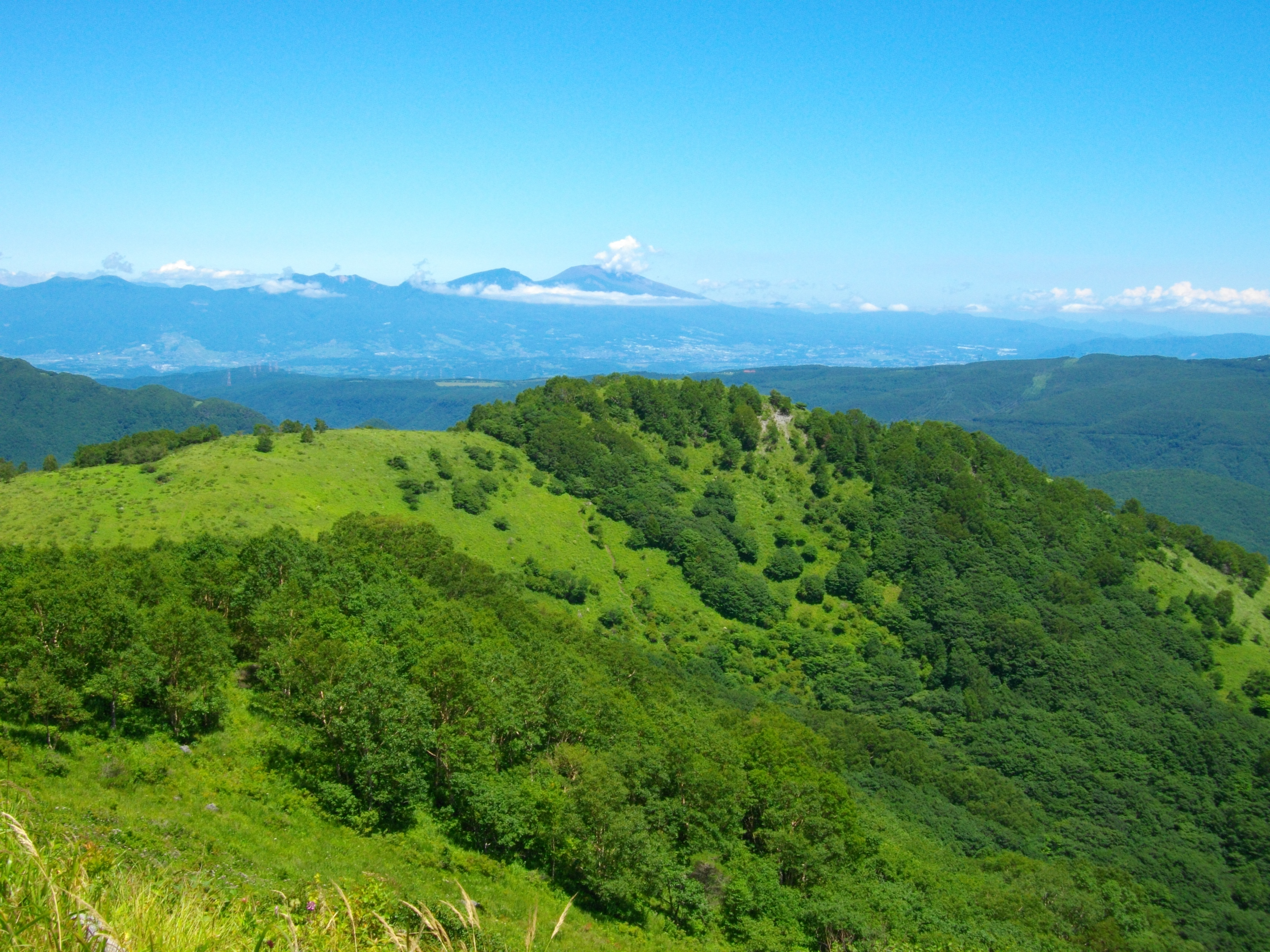
Vue du mont Denjō et du mont Asama depuis le mont Kuruma